# Tomislav Butina
Tomislav Butina (Zagabria, 30 marzo 1974) è un ex calciatore croato, di ruolo portiere.

## Carriera

### Club
Ha debuttato nel 1997 con la Dinamo Zagabria, dopo aver giocato in prestito in squadre di rango minore. Nel maggio 2003 passa ai belgi del Club Bruges, dove passa una stagione in bianco prima di rimpiazzare la leggenda del club Dany Verlinden. Nel giugno 2006 si trasferisce all'Olympiacos per due anni, ritrovando allo stesso tempo il suo vecchio allenatore: Trond Sollied. Dopo il biennio coinciso col ritorno alla Dinamo Zagabria decide di ritirarsi.

### Nazionale
Butina ha fatto anche parte della Nazionale croata dal 2001 (28 presenze). Ha difeso i colori del suo Paese alla Coppa del Mondo 2002, agli Europei 2004 e alla Coppa del Mondo 2006.

## Palmarès

### Club

#### Competizioni nazionali
- Campionato croato: 4

Dinamo Zagabria: 1997-1998, 1998-1999, 1999-2000, 2002-2003
- Coppa di Croazia: 3

Dinamo Zagabria: 1997-1998, 2000-2001, 2001-2002
- Coppa del Belgio: 1

Club Bruges: 2003-2004
- Supercoppa belga: 2

Club Bruges: 2004, 2005
- Campionato belga: 1

Club Bruges: 2004-2005
- Campionato greco: 1

Olympiakos: 2007-2008